# Tour Al Faisaliah
La tour Al Faisaliah (arabe : برج الفيصلية, anglais : Al Faisaliah Centre) est un gratte-ciel de Riyad. Il mesure 266,9 m pour 44 étages.

## Situation
La tour se dresse sur l'avenue du Roi-Fahd, dans le quartier d'affaires de la ville.

## Construction
Les travaux de l'édifice commencent en 1998 et il est inauguré le 14 mai 2000. Il s'agit du premier gratte-ciel construit en Arabie Saoudite.
Le coût de la construction s'élève à 350 000 000 de dollars financé par la fondation du roi Fayçal. C'est l'architecte de renommée mondiale Norman Foster, qui conçoit les plans, le design et établit les choix de matériels pour la structure.

## Architecture
L'édifice est de forme pyramidale bien particulière avec un globe de verre à son sommet dans lequel se trouve un restaurant avec une vue panoramique sur la ville.
Ce gratte-ciel comprend principalement des bureaux, un hôtel 5 étoiles, quelques logements, un grand centre commercial et un parking.